# Aadityana
Aadityana là một thị trấn thống kê (census town) của quận Porbandar, bang Gujarat của Ấn Độ.

## Nhân khẩu
Theo điều tra dân số năm 2001 của Ấn Độ, Aadityana có dân số 17.237 người. Phái nam chiếm 52% tổng số dân và phái nữ chiếm 48%. Aadityana có tỷ lệ 53% biết đọc biết viết, thấp hơn tỷ lệ trung bình toàn quốc là 59,5%: tỷ lệ cho phái nam là 61%, và tỷ lệ cho phái nữ là 43%. Tại Aadityana, 16% dân số nhỏ hơn 6 tuổi.